# 160 v. Chr.
Portal Geschichte | Portal Biografien | Aktuelle Ereignisse | Jahreskalender | Tagesartikel

◄ |
3. Jahrhundert v. Chr. |
2. Jahrhundert v. Chr. |
1. Jahrhundert v. Chr. |
►

◄ | 180er v. Chr. | 170er v. Chr. | 160er v. Chr. | 150er v. Chr. |
140er v. Chr. |
►

◄◄ | ◄ | 163 v. Chr. | 162 v. Chr. | 161 v. Chr. | 160 v. Chr. |
159 v. Chr. |
158 v. Chr. |
157 v. Chr. |
► |
►►
Staatsoberhäupter

## Ereignisse

### Politik und Weltgeschehen
- Judas Makkabäus fällt in der Schlacht bei Elasa gegen den Seleukidenkönig Demetrios I. Sein Bruder Jonatan übernimmt seine Position als Anführer der Makkabäer.

### Sport
- Leonidas von Rhodos gewinnt wie schon 164 v. Chr. alle Laufbewerbe bei den Olympischen Spielen.

## Geboren
- um 160 v. Chr.: Jugurtha, König von Numidien († 104 v. Chr.)
- um 160 v. Chr.: Kleopatra III., Königin Ägyptens aus der Dynastie der Ptolemäer († 101 v. Chr.)

## Gestorben
- Lucius Aemilius Paullus Macedonicus, römischer Feldherr und Politiker (* um 229 v. Chr.)
- Judas Makkabäus, jüdischer Freiheitskämpfer
- Timarchos, Usurpator im Seleukidenreich